# Analisa
Analisa – indonezyjski dziennik lokalny z siedzibą w Medanie. Został założony w 1972 roku.
Obok pisma funkcjonuje także pokrewny serwis informacyjny analisadaily.com.
Nakład pisma „Analisa” wynosi ponad 300 tys. egzemplarzy.